# Bunium elegans
Espèce
Synonymes
- Bunium elegans var. involucratum Saya
- Bunium elegans var. latilobum Saya
- Bunium elegans var. pachypus Saya
- Bunium falcarioides Boiss. & Buhse
- Bunium paucifolium var. brevipes (Freyn & Sint.) Hedge & Lamond
- Bunium simplex (K.Koch) Klyuikov
- Carum elegans Fenzl[1]
- Carum falcarioides Boiss. & Buhse
- Carum noeanum Boiss.
- Carum paucifolium DC.
- Carum purpurascens Boiss.

Bunium elegans est une espèce  de plantes à fleurs de la famille des Apiacées originaire de Syrie et du Liban.

## Description
Un spécimen est conservé au Muséum National d'Histoire Naturelle à Paris.

## Taxonomie
Tropicos répertorie les 9 variétés suivantes:
- Bunium elegans var. brevipes Freyn & Sint., Oesterr. Bot. Z. 42: 83, 1892
- Bunium elegans var. involucratum Ŏ. Saya, Doğa Türk Bot. Derg. 16: 425, 1992
- Bunium elegans var. junceum H. Wolff, Pflanzenr. IV, 228(90): 189, 1927
- Bunium elegans var. latilobum Ŏ. Saya, Doğa Türk Bot. Derg. 16: 426, 1992
- Bunium elegans var. luxurians Freyn & Sint., Oesterr. Bot. Z. 42: 84, 1892
- Bunium elegans var. minimum H. Wolff, Pflanzenr. IV, 228(90): 190, 1927
- Bunium elegans var. noeanum (Boiss.) H. Wolff, Pflanzenr. IV, 228(90): 189, 1927
- Bunium elegans var. pachypus Ŏ. Saya, Doğa Türk Bot. Derg. 16: 424, 1992
- Bunium elegans var. typicum H. Wolff, Pflanzenr. IV, 228(90): 189, 1927

La plante montre de nombreuses variations. Çelik et Bağcı estiment, avec l'appui de données moléculaires, qu'ils sont en présence d'un complexe d'espèces.

## Phytochimie
La plante contient une huile essentielle. Celle-ci est riche en sesquiterpènes : germacrène-D et E-caryophyllène (en proportion de 24,1% et 38% respectivement).

## Publication originale
- (de) Josef Franz Freyn, « nc », Oesterreichische Botanische Zeitschrift (es). Gemeinnütziges Organ für Botanik, vol. 13,‎ 1892, p. 83 (ISSN 0029-8948).